# Lotte Lehmann

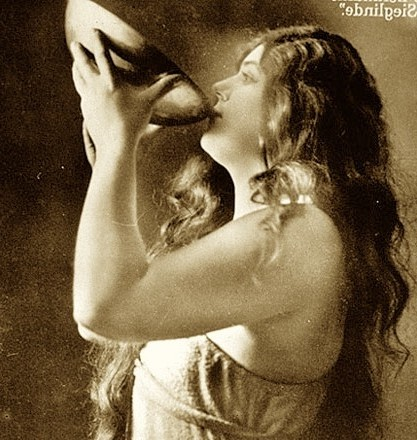
Lotte Lehmann, 1916, "Sieglinde"

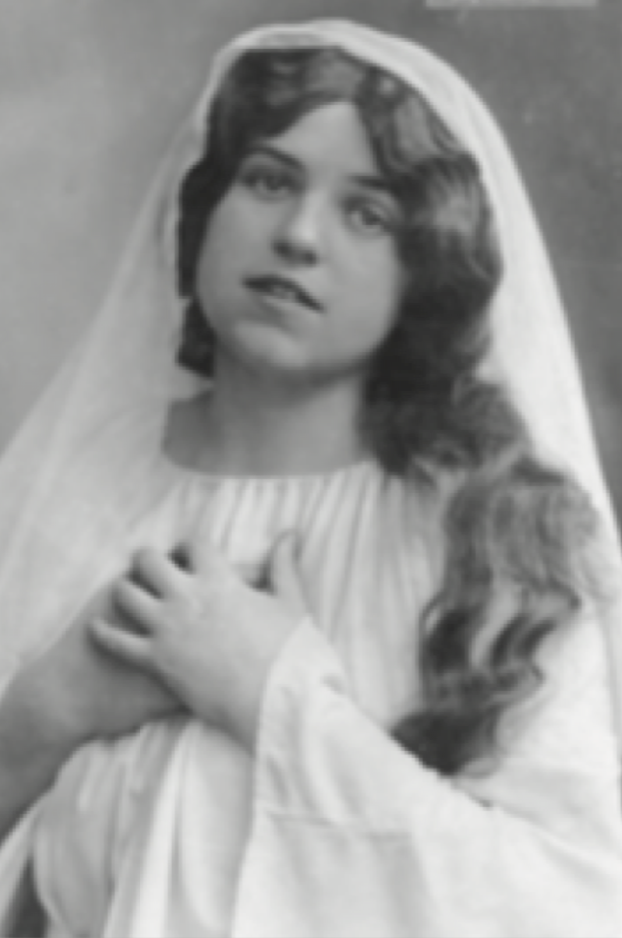
Lotte Lehmann, 1917, "Elsa"

Lotte Lehmann (Perleberg, 27 febbraio 1888 – Santa Barbara, 26 agosto 1976) è stata un soprano tedesco naturalizzato statunitense.

## Biografia
Nata a Perleberg in Prussia, svolse i primi studi musicali a Berlino, dove frequentò (senza terminare gli studi), due diverse scuole di musica prima di diventare allieva di Mathilde Mallinger (la quale era stata la prima interprete di Eva ne I maestri cantori di Wagner). Dopo aver studiato meno di due anni sotto Mallinger, Lehmann superò un'audizione per l'Opera di Amburgo nel 1910. Lì cantò in ruoli minori fino al suo terzo anno, durante il quale interpretò Agathe ne Il franco cacciatore e Micaëla in Carmen. Quando il soprano che avrebbe dovuto interpretare Elsa nel Lohengrin si ammalò, Lehmann la sostituì dopo aver ricevuto lezioni da un giovane Otto Klemperer, allora assistente direttore d'orchestra all'Opera di Amburgo, e riscosse un grande successo in quel ruolo. Successivamente cantò in parti più importanti, come Irene in Rienzi, Antonia in Les contes d'Hoffman e Dorabella in Così fan tutte. Nel 1913, il direttore della Wiener Hofoper (Opera di Corte di Vienna) visitò Amburgo per ascoltare un tenore, ma rimase colpito dalla performance di Lehmann nel ruolo di Micaëla e le offrì un contratto.
Nel 1914, Lehmann fece un'esibizione di prova nel ruolo di Eva ne I maestri cantori con la Wiener Hofoper (che divenne poi la Wiener Staatsoper, l'Opera di Stato), alla quale si unì nel 1916. Il suo primo grande successo fu come Compositore nella versione rivisitata di Ariadne auf Naxos di Richard Strauss. Questo fu rapidamente seguito da altri ruoli in prime rappresentazioni di opere di Strauss, come la moglie del tintore in Die Frau ohne Schatten (La donna senz'ombra, 1919), Christine in Intermezzo (1924) e Arabella (1933). Interpretò per la prima volta a Londra nel 1924 il personaggio di Strauss per cui fu più nota, la Marescialla in Der Rosenkavalier (Il cavaliere della rosa), ruolo che ricoprì spesso a Vienna ed in tutto il mondo. Fu la prima interprete ad aver cantato tutti e tre i ruoli di soprano in Der Rosenkavalier: la Marescialla, Sophie ed Octavian.
All'Opera di Vienna interpretò molti ruoli di pucciniani, Desdemona nell'Otello di Verdi, e diversi ruoli wagneriani, tra cui Elisabeth nel Tannhäuser ed Elsa di Brabante nel Lohengrin. Il suo ruolo wagneriano di maggior successo fu quello di Sieglinde in Die Walküre, esibizione che venne registrata nel 1935 con Bruno Walter alla direzione della Filarmonica di Vienna. In quello stesso ruolo fece il suo debutto americano a Chicago (1930) ed alla Metropolitan Opera di New York (1934). Si esibì regolarmente al Festival di Salisburgo (1926-1937) sia in opere che in recital, durante i quali era accompagnata da Bruno Walter al pianoforte.
La sua carriera internazionale comprese opere, recital e concerti in tutta Europa ed in Nord America, una tournée sudamericana (1922), ed esibizioni a Covent Garden (1924-1935) e in Australia (1937 e 1939). Tenne recital a Roma (1931, 1932, 1933) e alla Scala (1935).
Nel 1937, prima che Hitler annettesse l'Austria, si stabilì negli Stati Uniti e divenne cittadina americana. Lì cantò alla Metropolitan Opera fino al 1945, e alla San Francisco Opera fino al 1946.
Lehmann iniziò la sua carriera discografica nel 1914, producendo quasi 500 titoli. Nel corso della sua carriera, cantò e registró Lieder. Il suo accompagnatore preferito era Paul Ulanowsky, che suonò al suo recital di addio alla carriera a New York (1951). Fu la prima donna a cantare e registrare An die ferne Geliebte di Beethoven, Winterreise e Die schöne Müllerin di Schubert e Dichterliebe di Schumann.
Nel corso della sua vita, Lehmann scrisse poesie, un libro di memorie, un romanzo e cinque libri sul canto di ruoli d'opera e Lieder. Fu anche una pittrice e le sue opere furono esposte a New York e in California.
Nel 1948 Lehmann recitò nel film della Metro-Goldwyn-Mayer La legge del cuore (Big City), con Danny Thomas, Robert Preston e Margaret O'Brien.
Dopo la morte del marito (1939), Lehmann si trasferì a Santa Barbara, in California, dove, nel 1947, contribuì a fondare la Music Academy of the West. Lì avviò master class che tenne anche a Chicago, New York, Londra e Vienna. Molte di queste furono registrate e sono tuttora disponibili come ebook sulla piattaforma Apple Libri e su DVD. Tra i suoi studenti di maggior successo figurarono: Jeannine Altmeyer, Judith Beckmann, Grace Bumbry, William Cochran, Marilyn Horne, Mildred Miller, Norman Mittelman, Carol Neblett, William Olvis, Marcella Reale e Benita Valente.

## Onorificenze
- Lehmann ricevette il titolo di Kammersängerin (la prima cantante a ricevere tale titolo dopo il crollo della monarchia) nel 1926.
- Lehmann fu nominata Ehrenmitglied der Wiener Staatsoper (membro onorario dell'Opera di Stato di Vienna) nel 1928.
- Il re di Svezia le conferì la medaglia Literis et Artibus dopo la rappresentazione del Fidelio nel febbraio 1929.
- La Francia le conferì la Legion d'onore nel 1931.
- Lehmann ricevette l'Ehrenring der Stadt Wien (l'anello d'onore della Città di Vienna) nel 1962.
- Dalla Germania Lehmann ricevette la "Großes Verdienstkreuz" (la gran croce al merito) l'8 febbraio 1964.
- Salisburgo conferì a Lehmann la Große Silbermedaille der Stadt Salzburg, (la gran medaglia d'argento della città di Salisburgo) nel 1969.

## Repertorio
- Ludwig van Beethoven
  - Fidelio (Leonore)
- Georges Bizet
  - Carmen (Micaëla)
- Pëtr Il'ič Čajkovskij
  - Evgenij Onegin (Tat'jana)
  - Pikovaja dama (Lisa)
- Umberto Giordano
  - Andrea Chénier (Maddalena di Coigny)
- Christoph Willibald Gluck
  - Orfeo ed Euridice (Euridice)
  - Ifigenia in Aulide (Ifigenia)
- Charles Gounod
  - Faust (Marguerite)
- Fromental Halévy
  - La Juive (Rachel)
- Engelbert Humperdinck
  - Hänsel und Gretel (Mago rugiadino; Mago sabbiolino)
- Erich Wolfgang Korngold
  - Die tote Stadt (Marietta)
- Pietro Mascagni
  - Cavalleria rusticana (Lola)
- Jules Massenet
  - Manon (Manon Lescaut)
  - Werther (Charlotte)
- Wolfgang Amadeus Mozart
  - Le nozze di Figaro (Contessa d'Almaviva)
  - Don Giovanni (Donna Elvira)
  - Così fan tutte (Dorabella)
  - Die Zauberflöte (Pamina)
- Carl Otto Nicolai
  - Die lustigen Weiber von Windsor (Anna)
- Jacques Offenbach
  - Les contes d'Hoffmann (Antonia; Giulietta)
  - Orphée aux enfers (Eurydice)
- Hans Pfitzner
  - Palestrina (Silla)
- Giacomo Puccini
  - Manon Lescaut (Manon Lescaut)
  - La bohème (Mimì)
  - Tosca (Floria Tosca)
  - Madama Butterfly (Cio-Cio-San)
  - Il tabarro (Giorgetta)
  - Suor Angelica (Suor Angelica)
  - Turandot (Turandot)
- Johann Strauss
  - Der Zigeunerbaron (Irma)
  - Die Fledermaus (Conte Orlofsky; Rosalinde)
- Richard Strauss
  - Der Rosenkavalier (La Marescialla; Octavian; Sophie)
  - Ariadne auf Naxos (Ariadne; Il Compositore; Echo)
  - Die Frau ohne Schatten (La moglie di Barak)
  - Intermezzo (Christine)
  - Arabella (Arabella)
- Ambroise Thomas
  - Mignon (Mignon)
- Giuseppe Verdi
  - Otello (Desdemona)
- Richard Wagner
  - Rienzi (Irene)
  - Tannhäuser (Elisabeth)
  - Lohengrin (Elsa di Brabante)
  - Das Rheingold (Freia; Wellgunde)
  - Die Walküre (Ortlinde; Gertlinde; Sieglinde)
  - Die Meistersinger von Nürnberg (Eva)
  - Götterdämmerung (Dritte Norne; Gutrune; Wellgunde)
  - Parsifal (Zaubermädchen)
- Carl Maria von Weber
  - Der Freischütz (Agathe)
  - Oberon (Reiza)
- Ermanno Wolf-Ferrari
  - I gioielli della Madonna (Stella)

## Discografia parziale
- Schumann: Lieder Recordings, Vol. 3 - Bruno Walter/Lotte Lehmann/Paul Ulanowsky, 2007 Naxos
- R. Strauss: Der Rosenkavalier - Elisabeth Schumann/Lotte Lehmann/Maria Olszewska/Richard Mayr/Robert Heger/Wiener Philharmoniker, 2002 Naxos
- Wagner: Die Walküre, Act I - Bruno Walter/Lauritz Melchior/Lotte Lehmann/Wiener Philharmoniker, 1988 EMI/Warner
- Lotte Lehmann, Lieder Recordings: Vol. 1, 2006 Naxos
- Lotte Lehmann: Lieder Recordings, Vol. 2 - Erno Balogh/Lotte Lehmann/Paul Ulanowsky/Studio Orchestra, 2006 Naxos
- Lebendige Vergangenheit - Lotte Lehmann, 1999 Preiser